# Isla Stocking

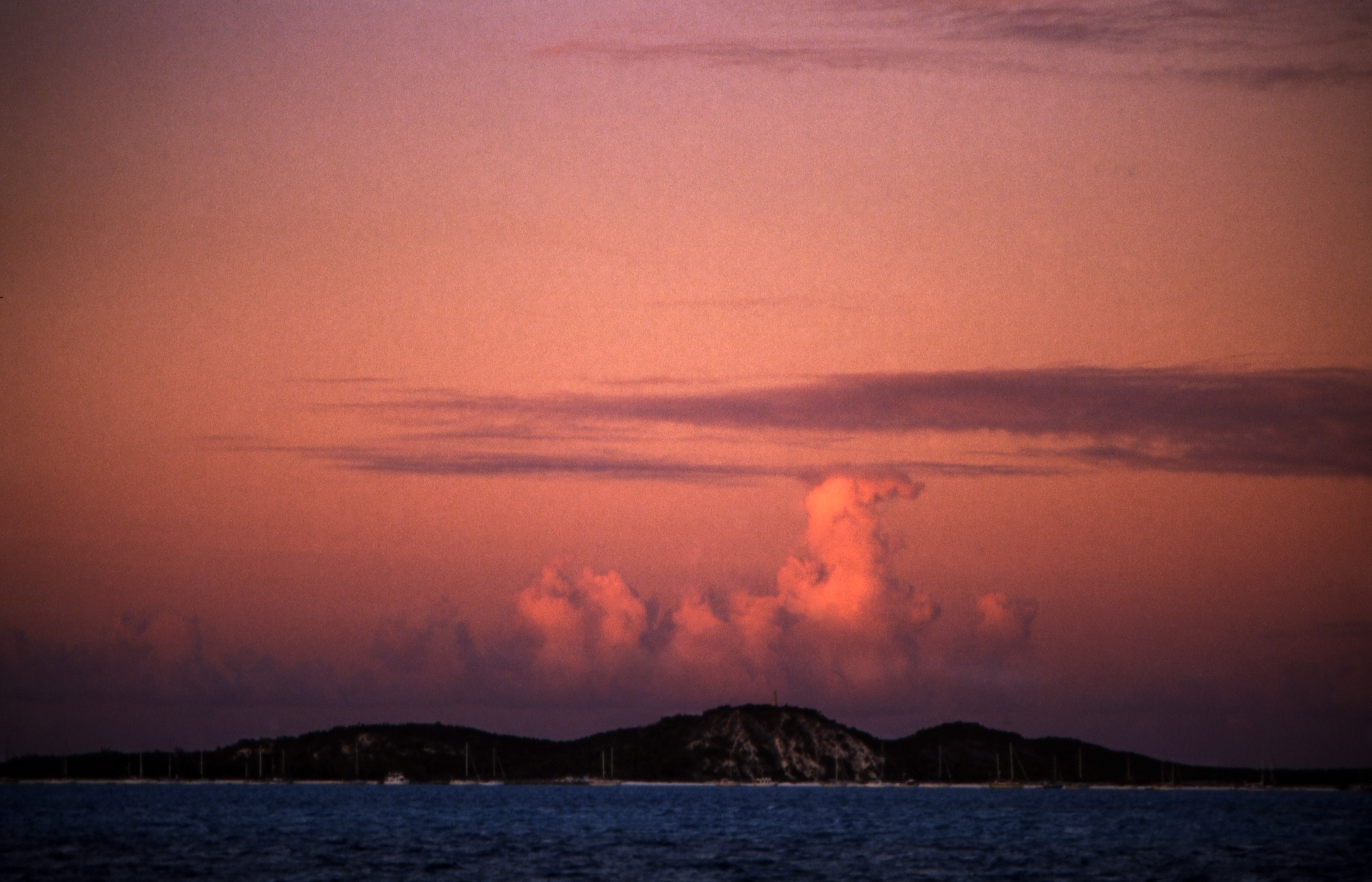
Great Exuma Stocking, Islas Bahamas 1989

La Isla Stocking (en inglés: Stocking Island) es una pequeña isla frente al puerto de Georgetown, en la isla Gran Exuma, en las Bahamas. Es de aproximadamente tres millas de largo y protege la ciudad de las olas del océano, creando un puerto natural. 
La parte central de la isla de Stocking cuenta con una entrada llamada "Hurricane Hole" donde anclan los barcos de vela que buscan la protección durante las tormentas, y que cuenta con un "agujero azul".